# Decanteren (wijn)

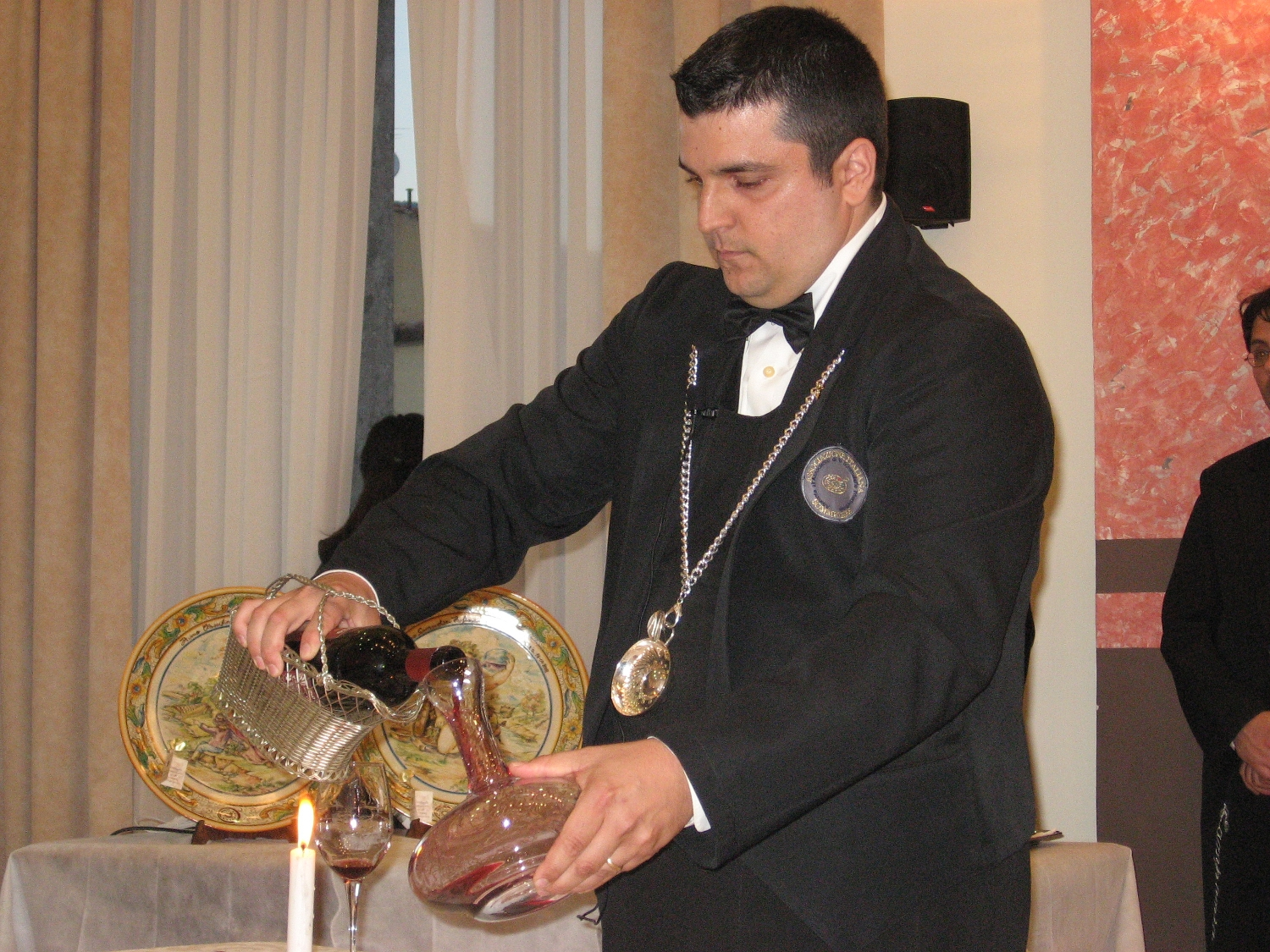
Een sommelier met tastevin, decanteert wijn in een restaurant.

Decanteren is het overschenken van wijn in een glazen karaf. Dit wordt gedaan om de droesem (het bezinksel) van de wijn te scheiden, of om bij oude wijn lucht bij de wijn te laten komen, zodat de wijn zich opent en zichzelf zachter presenteert.
Omdat nieuwe vinificatietechnieken decanteren minder noodzakelijk maken en er bovendien veel meer jonge dan oude wijnen gedronken worden, is decanteren tegenwoordig niet meer echt nuttig of noodzakelijk. 
Wijnkenners zijn het oneens over het antwoord op de vraag of alle oude wijnen zonder schade van hun droesem ontdaan kunnen worden. Daarnaast is er een verschillende visie op de veilige verblijfsduur van de wijn in de decanteerfles, ook als die jong is. Jonge wijn wordt ronder en smaakt beter als hij minstens een uur in de decanteerfles zit, zegt de een, terwijl de ander vindt dat wijn dan aan vitaliteit inboet en dus in kwaliteit achteruit gaat. Als vuistregel kan aangehouden worden dat een fragielere wijn, ouder dan 15 jaar, maximaal een half uur voor het drinken gedecanteerd moet worden en jongere wijnen kan dit tot uur of langer ervoor.

## Karafferen
De wijn wordt ook wel overgeschonken om deze te laten ademen, zodat de smaak verbetert. Dit proces wordt karafferen genoemd. Omdat de handeling in beide gevallen hetzelfde is, worden de termen door elkaar gebruikt. 